# Benny Lekström
Benny Lekström, född 19 februari 1981 i Enskede församling, är en svensk fotbollsmålvakt och numera även futsalmålvakt som spelar för Västerhaninge IF. Han spelar även för Hammarby Futsal i Svenska Futsalligan. Han har tidigare spelat för bland annat Hammarby IF Fotboll, Tromsø IL och IF Brommapojkarna.

## Karriär
Benny Lekström kom till Hammarby IF från Enskede IK. Lekström arbetade som snickare innan han blev heltidsproffs i Hammarby.  I Enskede var han bland annat med när laget slog ut Helsingborgs IF ur svenska cupen. Han var under säsongerna 2005 och 2006 reservmålvakt för Hammarby bakom Ante Covic och spelade endast ett fåtal tävlingsmatcher. Efter säsongen 2007, då han spelat ett antal matcher på hösten på grund av en skadad förstemålvakt i form av Erland Hellström, fick han inte förnyat kontrakt med Hammarby och lämnade klubben för Brommapojkarna efter att deras målvakt Kristoffer Björklund gått motsatt väg.
I december 2015 värvades Lekström av IK Sirius, där han skrev på ett tvåårskontrakt. I mars 2017 lämnade han klubben. I april 2017 skrev han på ett korttidskontrakt med division 3-klubben Ängby IF. I juli 2017 återvände Lekström till Hammarby IF.. I december 2018 gick Lekströms kontrakt med Hammarby ut och han fick inte förnyat, till hans förtret. Cirka två veckor senare får han dock kontrakt med Hammarbys futsallag som spelar i högstaserien, Svenska Futsalligan, med vilka han spelar för tillfället.. 
I februari 2019 skrev Lekström på ett korttidskontrakt med IF Brommapojkarna. I juli 2019 gick han till division 3-klubben Västerhaninge IF.